# ハインリヒ・ベル
ハインリヒ・テオドール・ベル（Heinrich Theodor Böll、1917年12月21日 - 1985年7月16日）は、ドイツの作家。1972年にノーベル文学賞を受賞。作品や発言はドイツ国内で大きな社会的影響力を持った。

## 生涯
ドイツのケルンで、町工場を営む家具職人の息子としてカトリック教徒の一家に生まれる。彼は1933年にナチスが政権につき、ギムナジウムの同級生の大多数がヒトラー・ユーゲントに加わる中で不参加を守り続けた。高校卒業後、本屋に弟子入りし、その後ケルン大学でドイツ語を研究した。1939年にドイツ国防軍に召集され、第二次世界大戦中はフランス、ルーマニア、ハンガリー、ソ連を転戦し、それらの戦地で四度の負傷をし、1945年4月にアメリカ軍に捕らえられ捕虜収容所に送られた。しかし、彼は凍傷で足の指を全て失い、生涯病院への通院を余儀なくされた。休暇中の1942年に結婚し、息子が生まれたが1945年に亡くしている。
戦後1946年から短編小説を書き始め、1949年に最初の長編小説『汽車は遅れなかった』を出版、1951年に『黒羊』で47年グループ賞を受賞、1953年の『そして一言も言わなかった』でその名声を広める。これらの作品は「廃墟の文学 Trümmerliteratur」と呼ばれた。その後多くの物語、短編小説、ラジオドラマの脚本やエッセイを書き著す。1971年に発表した『婦人のいる群像』により1972年ノーベル文学賞を受賞し、1946年のヘルマン・ヘッセ以来のドイツ人受賞者となった。1970年代に西ドイツで過激派によるテロが活発化した際、ベルは1972年1月の『シュピーゲル』誌上でテロに対する冷静な対応を訴えたことでジャーナリズムから袋だたきにされ、テロリスト同調者とまで呼ばれた。1974年に大衆新聞のあくどさを描いた『カタリーナ・ブルームの失われた名誉』は120万部を越える空前のベストセラーとなる。彼の作品は30語を超える言語に翻訳された。彼はドイツで最も広く読まれた作家のうちの一人である。
1969年からは西ドイツペンクラブ会長、1971年からは国際ペンクラブの会長を務めた。新しいドイツの代表として頻繁に旅行し、その物腰はヒトラー政権下に悪評が高まったドイツ人の尊大な態度とは対照的な、謙虚なものであった。彼の作品は資本主義の暗い側面を描写し、西側諸国だけでなくソ連や東欧諸国でも多くの読者を得て、数百万ものコピーがソ連国内で販売された。アレクサンドル・ソルジェニーツィンがソ連から追放された時、彼は最初にベルの家に避難した。1983年にはケルンの名誉市民に選ばれる。後には妻と共にケルンおよびアイフェルで暮らした。 
1985年に67歳で死去。取り上げた新聞等では「民族の良心」「判断の機関」などと称された。その後ハインリヒ・ベル財団が設立され、ケルン図書館にはハインリヒ・ベル・アーカイヴ（アルヒーフ）が設置された。

## 作品
作品は故郷のケルンに深く根ざし、強制的なローマ・カトリックの価値観とやや荒く急場しのぎのユーモア・センスが見られた。戦後間もない時期、彼は戦争の記憶および、物質的にも心理的にも戦争が普通の人々の生活に及ぼした影響を作品に著すことに夢中となった。彼は作品の中でそれらの人々を英雄として扱った。
彼の作品中の悪役は政府、ビジネス界、教会の権力者たちであり、彼らはその権力を乱用し、勇気が不足し、自己満足の姿勢を見せ、これらの登場人物をベルはしばしば滑稽に、時には厳しく罰した。彼の簡潔な文体はドイツ語のテキストブックに好んで使用されることとなった。
ベルはナチスがケルンに蔓延したことで深く影響を受けた。更に連合軍の爆撃によってケルンが破壊されたことは、彼の心に大きな傷跡を残した。戦後再建され再び隆盛を取り戻したケルンにベルは思い入れを感じることができなかった。彼は生涯を通して多くのケルン市民との関係を貧富の分け隔てなく維持した。彼が病院に入院していたとき、看護婦は友人の見舞いにやってきた「下層階級」の人々に対してしばしば不平を述べた。
ドイツ社会が保守化してゆくことの危機感から、管理社会の極限を戯画的に描いた『行き届いた管理体制』や、遺作となった『河のほとりに居る女たち』などを執筆。ナチス時代から核弾頭ミサイル配備までの西ドイツの歴史を描き続けたことから「連邦共和国の批判的年代記作家」とも呼ばれる。

## 主な著作

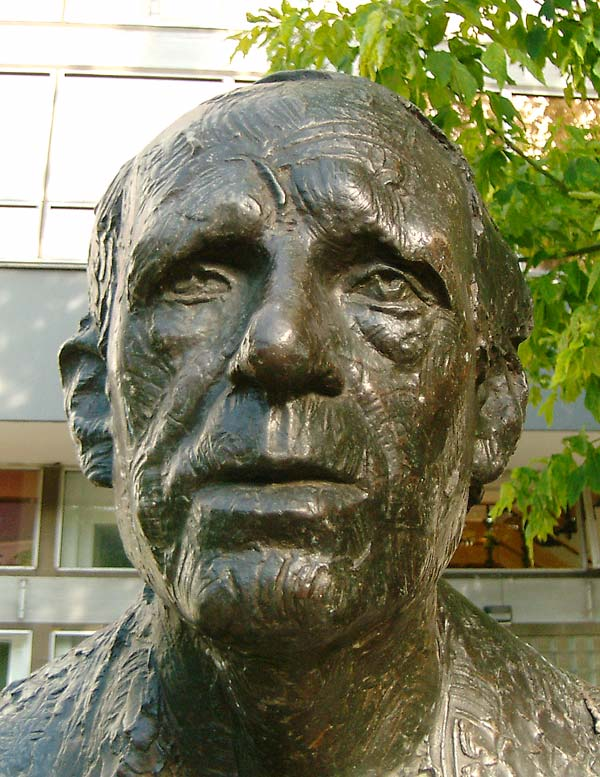
ベルリン、グライフヴァルダー通りにあるベルの彫像

- 『汽車は遅れなかった』 Der Zug war pünktlich, 1949年
- 『さすらい人よ、おまえはスパにいくか…』Wanderer, kommst du nach Spa…, 1950年（短篇集）
- 『アダムよ、おまえはどこにいた』 Wo warst du, Adam?, 1951年
- 『そして一言も言わなかった』 Und sagte kein einziges Wort, 1953年
- 『保護者なき家』 Haus ohne Hüter, 1954年
- 『始めの年のパン』 Das Brot der frühen Jahre, 1955年
- 『とどろく馬蹄の谷』Im Tal der donnernden Hufe, 1957年
- 『アイルランド日記』Irisches Tagebuch, 1957年（紀行文）
- 『ムルケ博士の沈黙集』Doktor Murkes gesammeltes Schweigen, 1958年（短篇集）
- 『九時半の玉突き』 Billard um halb zehn, 1959年
- 『ツィンペレン駅』Der Bahnhof von Zimpren, 1959年（短篇集）
- 『戦争が終わったとき』 Als der Krieg ausbrach, Als der Krieg zu Ende war, 1962年
- 『ひと飲みの土』Ein Schluck Erde, 1962年（戯曲）
- 『道化師の告白』 Ansichten eines Clowns, 1963年
- 『公務旅行の終わり』Ende einer Dienstfahrt, 1966年
- 『女のいる群像』 Gruppenbild mit Dame, 1971年
- 『カタリーナの失われた名誉』 Die verlorene Ehre der Katharina Blum, 1974年
- 『行き届いた管理体制』Fürsorgliche Belagerung, 1979年
- 『河の風景に立つ女たち』 Frauen vor Flusslandschaft, 1985年 (死後の刊行)

## 日本語訳
- 汽車は遅れなかった（桜井正寅訳、三笠書房、1957年）
- アダムよ、おまえはどこにいた（小松太郎訳、講談社、1958年）のち講談社文庫
- 道化師の告白（神崎巌訳、冬樹社、1966年）
- 保護者なき家（小松太郎訳、角川文庫、1969年）
- カタリーナの失われた名誉　言論の暴力はいかなる結果を生むか（藤本淳雄訳、サイマル出版会、1975年）
- 廃虚文学の承認（加藤泰義訳、芸立出版、1975年）
- 女のいる群像 （尾崎宏次訳 早川書房,1977年）
- そして一言も言わなかった(岩淵達治訳) キリスト教文学の世界　主婦の友社、1977年）
- ハインリヒ・ベル短篇集（青木順三訳、岩波文庫、1988年）
  - 『黒羊』収録
- 河の風景に立つ女たち （越智和弘訳 同学社,1990年）
- ハインリヒ・ベル小品集（谷山徹訳、円津喜屋、2002年）

## 映像化された作品
カタリーナの失われた名誉
- 映画「カタリーナ・ブルームの失われた名誉」（1975年、西ドイツ）
  - 監督・脚本：フォルカー・シュレンドルフ、マルガレーテ・フォン・トロッタ
  - 主演：アンゲラ・ヴィンクラー
- テレビドラマ「火曜サスペンス劇場・相沢夏子の失われた名誉」（1983年、NTV・円谷プロ）
  - 脚本：那須真知子
  - 監督：富本壮吉
  - 主演：梶芽衣子

女のいる群像
- 映画「雪に咲いたバラ」（1977年、西ドイツ・フランス）
  - 監督：アレクサンドル・ペトロヴィッチ
  - 脚本：ハインリヒ・ベル、ユルゲン・コルベ、アレクサンドル・ペトロヴィッチ 他
  - 主演：ロミー・シュナイダー